# Jawa 250 Duplex-Blok
Jawa 250 Duplex-Blok je československý vzduchem chlazený jednoválcový motocykl, vyráběný v letech 1939 a 1946 firmou Jawa.

## Historie
Motocykl nahradil typ Jawa 250 Special. Vyrobeno bylo před válkou 850 kusů.

## Motor
Motor vychází z typu Jawa 250 Special. Kliková hřídel je uložena na valivých ložiskách. Magneto je na pravé straně. Válec je litinový vybavený vratným vyplachováním Schnürle. V zadní části má sací otvor, na bocích malé záslepky přepouštěcích kanálů, které tvoří horní rádius kanálu, vpředu dva výfukové kanály. Výfuky jsou přišroubované pomocí převlečných matic. Na válec navazuje hliníková hlava s dekompresorem. Primární převod pomocí dvojitého řetězu pracuje v olejové lázni. Převodovka je čtyřstupňová, přišroubovaná na zadní část motoru a tvoří s ním tzv. duplex-blok, řazení je nožní.

## Rám
Šasi vycházelo z typu Jawa 250 Special, ale zadní brzda byla rozetě, za motorem byla baterie s usměrňovačem, nová nádrž se znakem Jawa s nákolenicemi, nový úchyt předního světla, které bylo stejné s 350 OHV Special se zabudovaným tachometrem, náhon tachometru byl z předního bubnu.

## Technické parametry
- Rám: lisovaný z ocelového plechu
- Suchá hmotnost: kg
- Pohotovostní hmotnost: 115 kg
- Maximální rychlost: 95 km/h
- Spotřeba paliva: 3,5 l/100 km